# أشرف الشرقاوي
وزير قطاع الأعمال العام المصرية وهي الوزارة المسؤولة عن شركات قطاع الأعمال العام في جمهورية مصر العربية وتحولت تبعية شركاتها إلى وزارة الاستثمار إلى أن تم فصل وزارة قطاع الأعمال العام عن وزارة الاستثمار في 23 مارس 2016 بالتعديل الوزاري لحكومة شريف إسماعيل.